# Clérey
Clérey è un comune francese di 1 144 abitanti situato nel dipartimento dell'Aube, nella regione del Grand Est.

## Società

### Evoluzione demografica
Abitanti censiti